# Discographie de Steely Dan
La discographie du groupe de jazz rock américain Steely Dan comprend neuf albums studio, 23 singles, huit singles promotionnels, trois EP, deux albums en public, plusieurs coffrets et DVD et au moins dix compilations. Le groupe a vendu plus de trente millions d'albums dans le monde. L'album le plus vendu de Steely Dan est Aja (1977), avec plus de 2,3 millions d'exemplaires écoulés,,.
Le groupe est formé en 1971 par Donald Fagen (claviers, chant) et Walter Becker (guitare, basse, chœurs) et sont les deux membres principaux du groupe qui commence comme une formation de rock classique. Fagen et Becker dissolvent leur groupe en 1974, arrêtent les tournées, et poursuivent leur carrière en studio en puisant à volonté parmi la crème des musiciens américain, qui sont parfois plus de 40 à se succéder sur un album. Les deux membres fondateurs se séparent en 1981, puis refondent leur groupe en 1993 pour donner des concerts, avant de publier deux ultimes albums. Après la mort de Becker en 2017, Fagen maintient le groupe en activité avec lui-même comme seul membre officiel.

## Albums

### Albums studio
| Can't Buy a Thrill                                          | - Sortie : novembre 1972 - Label : ABC     | 17 | 46 | 4  | —  | —  | —  | —  | —  | 38 | - RIAA : Platine                                   |
| Countdown to Ecstasy                                        | - Sortie : juillet 1973 - Label : ABC      | 35 | —  | 49 | —  | —  | —  | —  | —  | —  | - RIAA : Or                                        |
| Pretzel Logic                                               | - Sortie : 20 février 1974 - Label : ABC   | 8  | 18 | 5  | —  | —  | 23 | —  | —  | 37 | - RIAA : Platine - BPI : Argent                    |
| Katy Lied                                                   | - Sortie : mars 1975 - Label : ABC         | 13 | 28 | 12 | —  | 26 | 10 | —  | —  | 13 | - RIAA : Platine                                   |
| The Royal Scam                                              | - Sortie : 31 mai 1976 - Label : ABC       | 15 | 30 | 24 | —  | 35 | 3  | —  | —  | 11 | - RIAA : Platine - MC : Or                         |
| Aja                                                         | - Sortie : 23 septembre 1977 - Label : ABC | 3  | 9  | 3  | —  | 15 | 3  | 10 | 35 | 5  | - RIAA : 2 × Platine - BPI : Or - MC : 2 × Platine |
| Gaucho                                                      | - Sortie : 21 novembre 1980 - Label : MCA  | 9  | 9  | 18 | —  | 27 | 7  | 5  | 15 | 27 | - RIAA : Platine - ARIA : Platine - RMNZ : Or      |
| Two Against Nature                                          | - Sortie : 29 février 2000 - Label : Giant | 6  | 51 | 6  | 22 | 19 | 39 | 7  | 17 | 11 | - RIAA : Platine - BPI : Argent - MC : Or          |
| Everything Must Go                                          | - Sortie : 10 juin 2003 - Label : Reprise  | 9  | 68 | —  | 31 | 25 | 40 | 5  | 11 | 21 |                                                    |
| « — » indique que l'album ne s'est pas classé dans le pays. |                                            |    |    |    |    |    |    |    |    |    |                                                    |

### Albumslive
| Alive in America                                            | - Sortie : 17 octobre 1995 - Label : Giant             | 40 | — | 74 | 41 | 62 |
| Northeast Corridor: Steely Dan Live!                        | - Sortie : 24 septembre 2021 - Label : Universal Music | —  | — | 51 | —  | —  |
| « — » indique que l'album ne s'est pas classé dans le pays. |                                                        |    |   |    |    |    |

### Compilations
| Greatest Hits                                                            | - Sortie : 30 novembre 1978 - Label : ABC           | 30  | 11 | —  | 10 | 21 | —  | 41  | - RIAA : Platine - ARIA : Platine |
| Steely Dan                                                               | - Sortie : 1978 - Label : ABC/Nippon Columbia       | —   | —  | —  | —  | —  | —  | —   |                                   |
| Gold                                                                     | - Sortie : 1982 - Label : MCA                       | 115 | —  | —  | —  | 30 | —  | 44  | - RIAA : Or                       |
| A Decade of Steely Dan                                                   | - Sortie : 1985 - Label : MCA                       | 122 | —  | —  | —  | —  | —  | 100 | - RIAA : Platine - BPI : Or       |
| The Very Best of Steely Dan: Reelin' In the Years                        | - Sortie : octobre 1985 - Label : MCA UK            | —   | —  | —  | —  | —  | —  | 43  |                                   |
| The Very Best of Steely Dan: Do It Again                                 | - Sortie : octobre 1987 - Label : Telstar           | —   | —  | —  | —  | —  | —  | 64  |                                   |
| The Best of Steely Dan: Then and Now                                     | - Sortie : novembre 1993 - Label : MCA              | —   | 34 | 21 | 7  | —  | 38 | 42  | - ARIA : Platine                  |
| Citizen Steely Dan                                                       | - Sortie : 14 décembre 1993 - Label : MCA           | —   | —  | —  | —  | —  | —  | —   | - RIAA : Or                       |
| Showbiz Kids: The Steely Dan Story, 1972–1980                            | - Sortie : 14 novembre 2000 - Label : MCA/Universal | —   | —  | —  | 27 | —  | —  | 53  |                                   |
| Steely Dan: The Definitive Collection                                    | - Sortie : 1er août 2006 - Label : Geffen           | 92  | —  | —  | —  | —  | —  | —   |                                   |
| 20th Century Masters – The Millennium Collection: The Best of Steely Dan | - Sortie : 12 juin 2007 - Label : Geffen            | —   | —  | —  | —  | —  | —  | —   |                                   |
| « — » indique que l'album ne s'est pas classé dans le pays.              |                                                     |     |    |    |    |    |    |     |                                   |

### Bootlegset autres apparitions
| Members Edition                                             | - Sortie : 6 juin 1998 - Label : TKO Magnum Music Group - UAE Ltd. | — | —   |
| Marian McPartland's Piano Jazz with Steely Dan              | - Sortie : 15 mars 2005 - Label : Geffen                           | — | —   |
| Found Studio Tracks                                         | - Sortie : 17 juillet 2007 - Label : Aspirion                      | — | —   |
| The Very Best of Steely Dan                                 | - Sortie : 30 juin 2009 - Label : 101 Distribution                 | — | 183 |
| Collected                                                   | - Sortie : 11 août 2009 - Label : 101 Distribution                 | 9 | —   |
| Aja vs the Scam                                             | - Sortie : 12 juin 2020 - Label : Left Field Media                 | — | —   |
| « — » indique que l'album ne s'est pas classé dans le pays. |                                                                    |   |     |

## EP
| Titre                        | Détails                                     |
| ---------------------------- | ------------------------------------------- |
| Four Tracks from Steely Dan  | - Sortie : 1977 (Royaume-Uni) - Label : ABC |
| Hazlo otra vez (Do It Again) | - Sortie : 1981 (Mexique) - Label : MCA     |
| Reelin' in the Years         | - Sortie : 1982 (Royaume-Uni) - Label : MCA |

## Singles
| Date                                                          | Single                       | Meilleures positions | Meilleures positions | Meilleures positions | Meilleures positions | Meilleures positions | Meilleures positions | Certifications | Album                |
| Date                                                          | Single                       | US                   | US AC                | AUS                  | CAN                  | NL                   | UK                   | Certifications | Album                |
| ------------------------------------------------------------- | ---------------------------- | -------------------- | -------------------- | -------------------- | -------------------- | -------------------- | -------------------- | -------------- | -------------------- |
| 1972                                                          | Dallas                       | —                    | —                    | —                    | —                    | —                    | —                    |                | single uniquement    |
| 1972                                                          | Dirty Work                   | —                    | —                    | —                    | —                    | —                    | —                    |                | Can't Buy a Thrill   |
| 1972                                                          | Do It Again                  | 6                    | 34                   | 60                   | 6                    | 10                   | 39                   | - BPI : Argent | Can't Buy a Thrill   |
| 1973                                                          | Reelin' In the Years         | 11                   | —                    | 62                   | 15                   | 41                   | —                    | - BPI : Argent | Can't Buy a Thrill   |
| 1973                                                          | Show Biz Kids                | 61                   | —                    | —                    | 75                   | —                    | —                    |                | Countdown to Ecstasy |
| 1973                                                          | My Old School                | 63                   | —                    | —                    | —                    | —                    | —                    |                | Countdown to Ecstasy |
| 1974                                                          | Rikki Don't Lose That Number | 4                    | 15                   | 30                   | 3                    | 18                   | 58                   |                | Pretzel Logic        |
| 1974                                                          | Pretzel Logic                | 57                   | —                    | —                    | 48                   | —                    | —                    |                | Pretzel Logic        |
| 1975                                                          | Black Friday                 | 37                   | —                    | —                    | 36                   | —                    | —                    |                | Katy Lied            |
| 1975                                                          | Bad Sneakers                 | 103                  | —                    | —                    | —                    | —                    | —                    |                | Katy Lied            |
| 1976                                                          | Kid Charlemagne              | 82                   | —                    | —                    | —                    | —                    | —                    |                | The Royal Scam       |
| 1976                                                          | The Fez                      | 59                   | —                    | —                    | 81                   | —                    | —                    |                | The Royal Scam       |
| 1976                                                          | Haitian Divorce              | —                    | —                    | —                    | —                    | 36                   | 17                   |                | The Royal Scam       |
| 1977                                                          | Peg                          | 11                   | 30                   | —                    | 7                    | —                    | —                    |                | Aja                  |
| 1978                                                          | Deacon Blues                 | 19                   | 40                   | —                    | 14                   | —                    | —                    |                | Aja                  |
| 1978                                                          | FM (No Static at All)        | 22                   | —                    | 87                   | 19                   | —                    | 49                   |                | FM (bande originale) |
| 1978                                                          | Josie                        | 26                   | 44                   | —                    | 20                   | —                    | —                    |                | Aja                  |
| 1980                                                          | Hey Nineteen                 | 10                   | 11                   | 48                   | 3                    | —                    | —                    |                | Gaucho               |
| 1981                                                          | Time Out of Mind             | 22                   | 13                   | —                    | 31                   | —                    | —                    |                | Gaucho               |
| 1981                                                          | Babylon Sisters              | —                    | —                    | —                    | —                    | —                    | —                    |                | Gaucho               |
| 1999                                                          | Cousin Dupree                | —                    | 30                   | —                    | —                    | —                    | —                    |                | Two Against Nature   |
| 2000                                                          | Jack of Speed                | —                    | —                    | —                    | —                    | —                    | —                    |                | Two Against Nature   |
| 2000                                                          | Janie Runaway                | —                    | —                    | —                    | —                    | —                    | —                    |                | Two Against Nature   |
| « — » indique que le single ne s'est pas classé dans le pays. |                              |                      |                      |                      |                      |                      |                      |                |                      |

### Singles promotionnels
| Date | Single                    | Album              |
| ---- | ------------------------- | ------------------ |
| 1974 | East St. Louis Toodle-Oo  | Pretzel Logic      |
| 1977 | Aja                       | Aja                |
| 1978 | Black Cow                 | Aja                |
| 1978 | Here at the Western World | Greatest Hits      |
| 2000 | What a Shame About Me     | Two Against Nature |
| 2003 | Blues Beach               | Everything Must Go |
| 2003 | The Last Mall             | Everything Must Go |
| 2003 | Things I Miss the Most    | Everything Must Go |

## Vidéographie
| Aja (DVD)                                                   | - Sortie : 21 octobre 1999 - Label : Classic Albums   | — | 34 | — | — | — | - ARIA : Or |
| Plush TV Jazz-Rock Party                                    | - Sortie : 13 juin 2000 - Label : Image Entertainment | — | —  | — | — | — |             |
| Everything Must Go (DVD)                                    | - Sortie : juin 2003 - Label : Warner Reprise Video   | — | 8  | — | — | — |             |
| « — » indique que l'album ne s'est pas classé dans le pays. |                                                       |   |    |   |   |   |             |